# レオノラ・ゴールドシュミット
レオノラ・ゴールドシュミット (Leonore Goldschmidt、1897年11月16日 - 1983年5月7日）は、ドイツの教育者。ラウジッツのゴスダ (Gosda：後のルカイツタル、Luckaitztal の一部) に生まれ、イギリスのロンドンで没した。

## 生涯

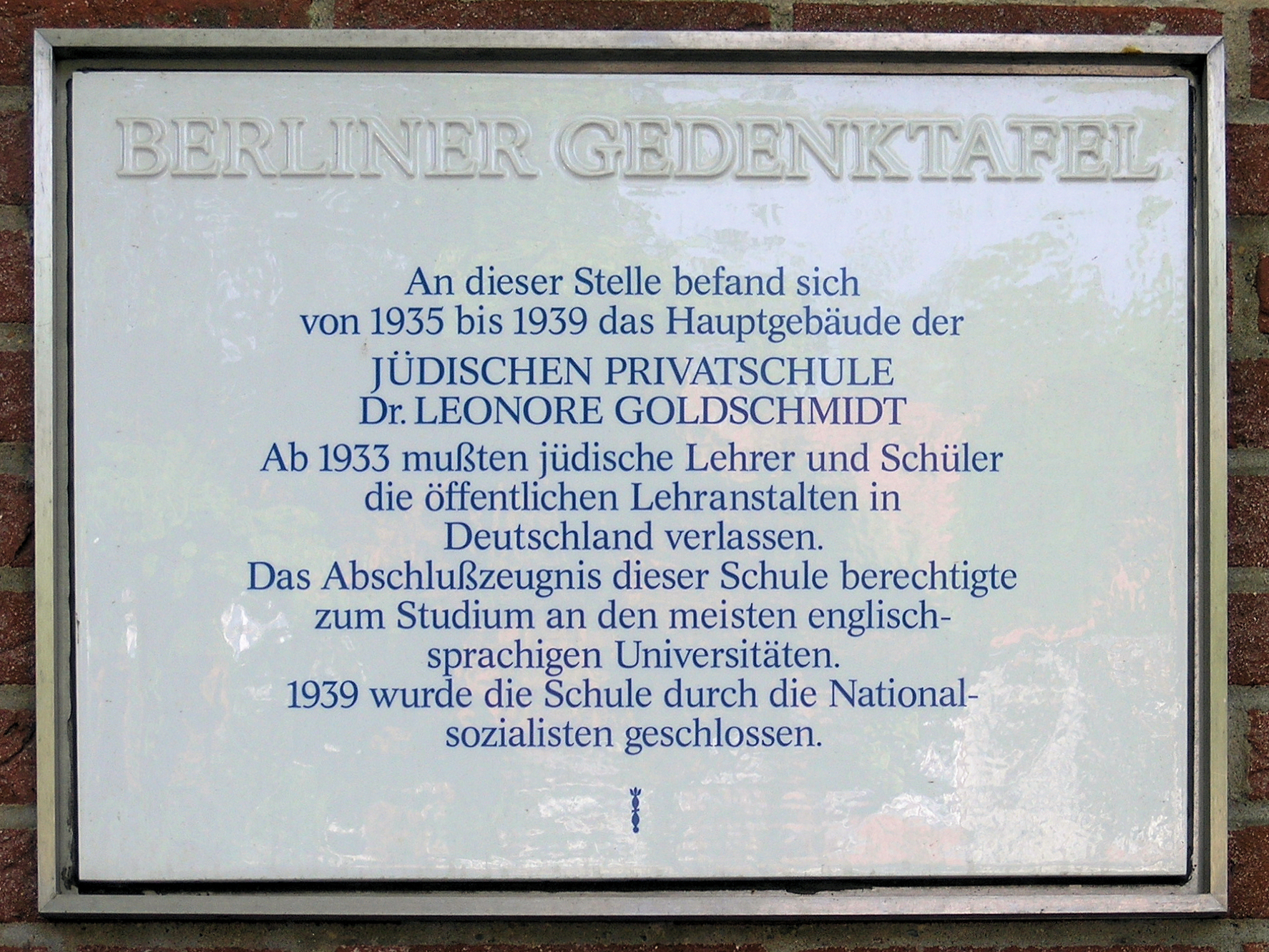
ベルリン＝シュマルゲンドルフのホーヘンツォレルンダム110a番地の建物にある記念碑文ベルリナー・ゲーデンクターフェル (Berliner Gedenktafel)。

レオノラ・タッケ (Leonore Tacke) は、煉瓦工場経営者の娘として、ラウジッツの小さな村で育った。1916年、彼女は、ベルリン＝グルーネヴァルト (Berlin-Grunewald) のグルーネヴァルト＝ギムナジウム（Grunewald-Gymnasium：後のヴァルター＝ラテナウ＝シューレ、Walther-Rathenau-Gymnasium）を卒業してアビトゥーア（大学入学資格）を得た。
1916年から1921年にかけて、イェーナとベルリンの大学で、英語、歴史、ドイツ学を学び、ハイデルベルク大学で博士となった。教師としてイングランドやベルリンで働き、1922年からはベルリンのヴィルマースドルフ区 (Wilmersdorf) のセシリエン・シューレ (Cecilien-Schule)、1925年からはシャルロッテンブルク区 (Charlottenburg) のゾフィ＝シャルロッテ・ギムナジウム (Sophie-Charlotte-Gymnasium) に勤務した。しかし、1933年4月には新たな法律により政治的に好ましくない公務員は即刻解雇できるようになり、第3項によりユダヤ系の出自を理由に、教職を失うことになった。
1924年以降は、弁護士であった夫エルンスト・ゴールドシュミット (Ernst Goldschmidt) と、ふたりの子どもたち、ゲルトルート（Gertrud、1924年生）とルドルフ（Rudolf、1925年生）とともに、ベルリンに住んだ。1934年、彼女は、トニ・レスラー (Toni Lessler) がベルリン＝グルーネヴァルトのハーゲンストラーシェ (Hagenstraße) 56番地に設けていたユダヤ人のための私立学校「プリヴァーテン・ユーディッシェン・ヴァルトシューレ (Privaten Jüdischen Waldschule Grunewald)」で働き始めた。1935年5月1日、彼女は同じベルリン＝グルーネヴァルトのクロンベルガー・シュトラッセ (Kronberger Straße) 24番地、彼女自身の学校を設立した。彼女は、1934年に殺害された従兄アレクサンダー・ツヴァイク (Alexander Zweig) から相続した遺産をこの学校設立のために費やした。学校の建設は迅速に進み、ホーヘンツォレルンダム (Hohenzollerndamm) の105–110番地と102番地、ベルケール・シュトラッセ (Berkaer Straße) 31番地に、合わせて4棟の校舎が建てられた。 
当時ユダヤ人教師が一度に教えてもよい生徒数を5人に制限していたが、教師を多く集めて解決した。
「プリヴァーテ・ユーディッシェ・シューレ・ドクトル・レオノラ・ゴールドシュミット (Private Jüdische Schule Dr. Leonore Goldschmidt)」（レオノラ・ゴールドシュミット博士の私立ユダヤ人学校）は、1936年に正式なアビトゥーア認定校となり、1937年3月にはケンブリッジ大学の入学試験センターとしての地位を得た。（かつてベルリンの大学で指導を受けた教授であり、教員免許を取得時の試験官のドイツ教育省の行政官ワルター・ヒュブナーに嘆願して）
英独語のバイリンガル教育によって、生徒たちはヨーロッパや北アメリカ各地の英語で教育を受けられる大学へ進学しやすくなっていた。1937年には、この学校は、生徒520人、教員40人の規模になっていた。
水晶の夜の後、学校を守る為にイギリス大使館とかけあい、イギリス人英語教師のフィリップ・ウーリーに学校を譲った。娘が機転を利かせて時間を稼いだおかげで夫は、イギリスのビザを取れドイツを離れることができた。
1939年9月30日にこの学校を正式に閉鎖することとなったとき、ゴールドシュミットは、80人の生徒たちと数名の教員とともにドイツを出国し、イングランドへ脱出した。（生徒とその家族の移住資金を集められなかったが、イギリス政府は子供だけの受け入れを認めていた為。)
1940年5月には、イングランド南東部のフォークストン (Folkestone) に再び自らの学校を開校した。彼女は1968年まで、私立学校、公立学校を問わず、イングランドの様々な学校で教員として働き続けた。
年金生活に入った後、彼女はロシア語を学びながら、1983年に死去するまでロンドンに住んでいた。